# Артур Рой Клепем
Артур Рой Клепем (англ. Arthur Roy Clapham, 1904—1990) — британський ботанік та еколог рослин, член Лондонського королівського товариства (1959), командор ордену Британської імперії (1969).

## Біографія
Народився 24 травня 1904 року в Норвічі в сім'ї шкільного вчителя Джорджа Клепема та Дори Маргарет (до шлюбу Гарві). З 1922 року навчався у Даунінг-коледжі Кембриджського університету. Займався вивченням фізіології рослин під керівництвом Фредеріка Блекмена, у 1929 році захистив дисертацію доктора філософії.
З 1928 року Клепмен працював фізіологом культурних рослин на Ротамстедській дослідній станції. У 1930 році він був призначений кафедральним демонстратором на кафедрі ботаніки Оксфордського університету, з 1931 року був університетським демонстратором, читав лекції з географії, сільського господарства, таксономії, порівняльної морфології рослин, цитології, палеоботаніки, генетики, статистики.
У 1944 році Артур Рой Коепмен був обраний професором ботаніки Шеффілдського університету.
З 1949 року Клепмен — член Лондонського Ліннеївського товариства. У 1954—1956 роках Клепмен був президентом Британського екологічного товариства. У 1959 році він був обраний членом Лондонського королівського товариства за внесок у вивчення екології рослин. З 1967 по 1970 роки Клепмен був президентом Лондонського Ліннеївського товариства.
У 1969 році Клепмен покинув Шеффілдський університет та переїхав до Аркхолму поблизу Ланкастера.
У 1972 році Клепмен був нагороджений медаллю Ліннея.
Помер 18 грудня 1990 року.

## Окремі наукові праці
- The biology of flowers. Oxford: Clarendon Press, 1935.
- Excursion flora of the British Isles. Cambridge: Cambridge University Press 1959.
- Flora of Derbyshire. Музей і художня галерея Дербі. 1969.
- The Oxford book of trees, (illustrations by B.E. Nicholson). London: Oxford University Press, 1975.